# Billy Cobham
Billy Cobham (16 de maio de 1944) é considerado um dos grandes bateristas da história da música norte-americana. Foi mundialmente reconhecido após gravar o álbum Bitches Brew de Miles Davis, considerado o primeiro álbum de jazz-rock da história da música norte-americana. Participou com Jonh McLaughlin, Rick Laird e Jan Hammer num dos maiores grupos de jazz-rock da história: Mahavishnu Orchestra. Acompanhou grandes nomes do funk como, por exemplo, James Brown. Seu álbum solo mais famoso é o Spectrum, de 1973.
Muito crédito é dado a Cobham por sua incrível técnica e habilidade ao instrumento, tendo influenciado gerações de bateristas das décadas de 1970, 1980 e 1990 tais como Dennis Chambers e Rick Lawson.

## Discografia

### Álbuns solo
- Spectrum (1973)
- Crosswinds (1974)
- Total Eclipse (1974)
- Shabazz (1974)
- A Funky Thide of Sings (1975)
- Live On Tour In Europe (as The Billy Cobham - George Duke Band) (1976)
- Magic (1977)
- Inner Conflicts (1978)
- Simplicity of Expression- Depth of Thought (1978)
- Live: Flight Time (1980)
- Observations & Reflections (1982)
- Warning (1985)
- Picture This (1987)
- The Traveler (1994)
- Nordic (1996)
- Focused (1998)
- Live: Mississippi Night (1998)
- By Design (1999)
- Nordic / Off Color (1999)
- Drum 'n' Voice: All that groove (2001)
- The Art Of Three (2001)
- Culture Mix (2002)
- Drum 'n' Voice due 2 (2006)
- Fruit From The Loom (2007)
- Drum'n'voice 3 (2010)
- Palindrome (2010)

### Outras gravações
- The Inner Mountig Flame - (1970) - Mahavishnu Orchestra
- School Days - (1977) - Stanley Clarke
- Bitches Brew - (1969) - Miles Davis
- Eletric Guitarrist - (1978) - Jonh Maclaughin
- Jazz Is Dead - (1999) - Jazz is Dead